# Pericana
L'amanida pericana o senzillament pericana és un plat típic de les muntanyes d'Alcoi i la seua rodalia. Feta dins d'una cassola ceràmica, és una barreja de pebreres roges seques fregides, alls, sal i tires de bacallà amb oli. És típic sobretot d'Alcoi, Banyeres, Mutxamel, Muro i Agost i en general de les muntanyes d'Alcoi.
Al Baix Vinalopó existeix una variant molt semblant, feta amb nyores, alls, pinyons i capellà (o bacallà sec), tot fregit, que es coneix amb el nom de pipes i carrasses.
Cal destacar la semblança que té aquest plat amb l'esgarrat típic de l'Horta de València - que sol admetre només pebreres escalivades - i l'esqueixada de Catalunya, tots tres plats d'hortalissa escalivada - fregida en el cas de la pericana - amb bacallà esmicolat.